# Futbol a Líbia
El futbol és l'esport més popular a Líbia. És dirigit per la Federació Líbia de Futbol, que fou fundada el 1962.
Els libis són apassionats del futbol. Els derbis sovint acaben amb incidents.

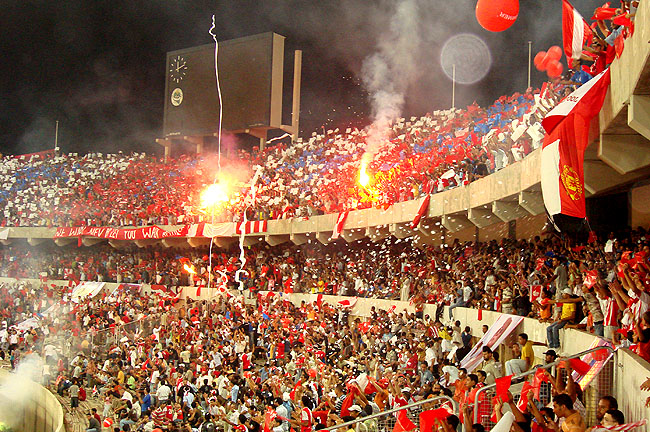
Seguidors de l'Al-Ittihad en un partit el 2007.

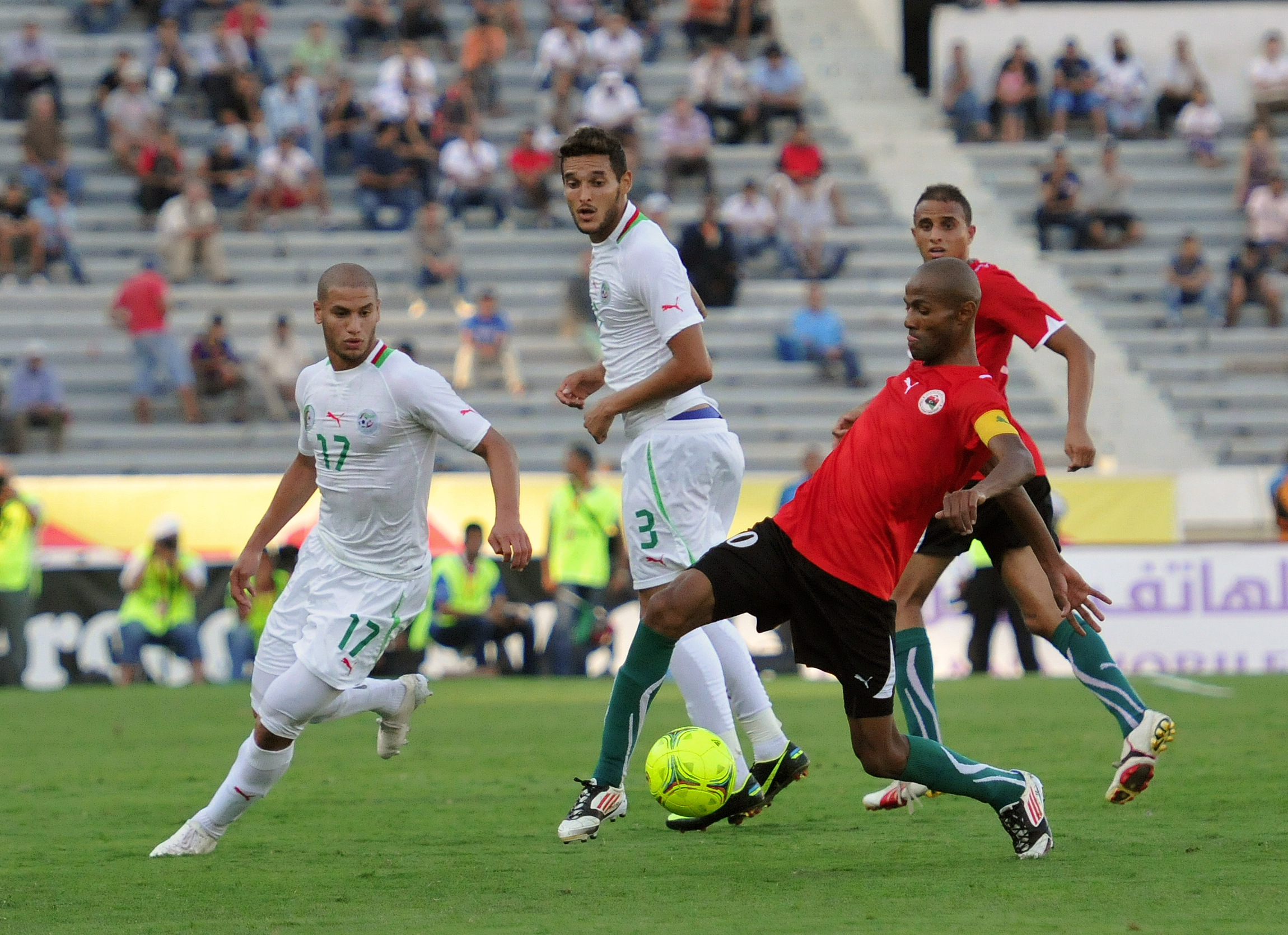
Partit entre Líbia i Algèria l'any 2012.

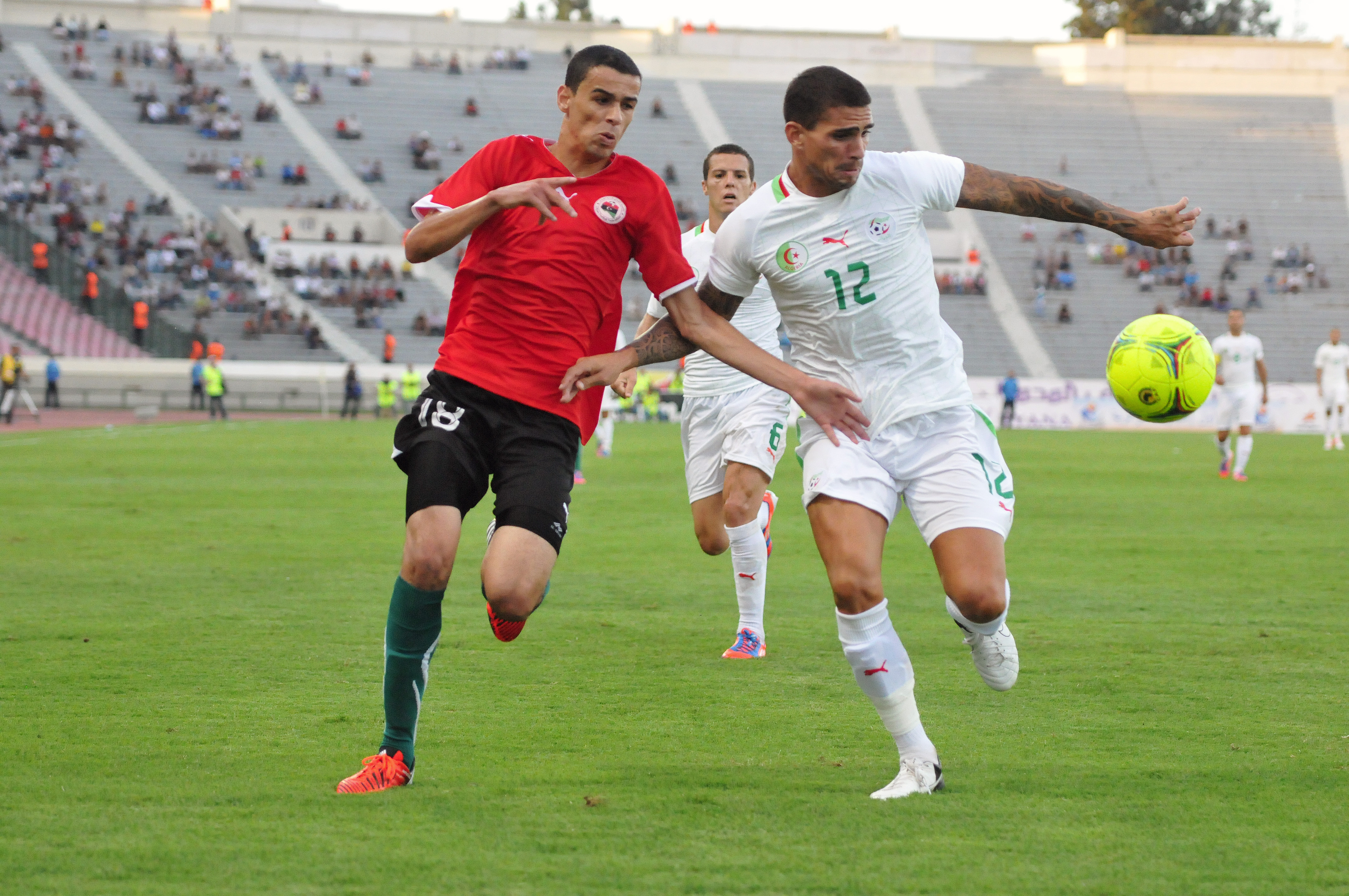
Partit entre Líbia i Algèria l'any 2012.

## Competicions
- Lliga líbia de futbol[9]
- Copa líbia de futbol
- Copa de la Lliga líbia de futbol
- Supercopa líbia de futbol

## Principals clubs
Clubs amb més títols nacionals a 2019.
- Al-Ahly SC Trípoli
- Al-Ittihad Club Trípoli
- Al-Nasr SC Bengasi
- Al-Ahly SC Bengasi
- Al-Madina SC Trípoli
- Al-Tahaddy SC Bengasi
- Al-Mahalah SC Trípoli
- Al-Hilal SC Bengasi
- Al-Shat SC Trípoli
- Al-Soukour Club Tobruk
- Al-Olomby SC Ez Zauia
- Khaleej Sirte SC
- Al-Wahda SC Trípoli
- Al-Dhahra SC Trípoli

## Jugadors destacats
Fonts:
Des de 1980
- Fawzi Al-Issawi

Des de 2000
- Tarik El-Taib
- Jehad Muntasser
- Ahmed Saad

Des de 2010
- Ahmad Benali

## Principals estadis
| # | Estadi            | Capacitat | Ciutat |
| - | ----------------- | --------- | ------ |
| 1 | Estadi 11 de Juny | Trípoli   | 80.000 |
| 2 | Estadi 28 de Març | Bengasi   | 60.000 |